# Belur Basavanalli, Somvarpet
Belur Basavanalli là một làng thuộc tehsil Somvarpet, huyện Kodagu, bang Karnataka, Ấn Độ.